# Anopheles lepidotus
Anopheles lepidotus är en tvåvingeart som beskrevs av Thomas J. Zavortink 1973. Anopheles lepidotus ingår i släktet Anopheles och familjen stickmyggor. Inga underarter finns listade i Catalogue of Life.